# Stitch
Stitch (cunoscut și sub denumirea sa de  speciala / "a născutului") Experimentul 626, pronunțat "șase-doi-șase") este un personaj fictiv în franciza Disney Lilo & Stitch. O forma de viata extraterestrata, imbogatita genetic, asemanatoare cu o albastra koala, este una dintre cele doua personaje ale francizei, impreuna cu adoptarea si cel mai bun prieten Lilo Pelekai si protagonista sa principala. Stitch a fost creat de co-scriitorul și co-regizorul Lilo & Stitch, Chris Sanders, care, de asemenea, îl exprimă în toate mass-media de producție occidentală în care apare, în timp ce Ben Diskin își exprimă caracterul în versiunile în limba engleză ale serialului Stitch ! și Stitch & Ai.
În cronologia francizei, a fost inițial creat de Dr. Jumba Jookiba pentru a provoca haos în întreaga galaxie. Stitch-ul este marcat de comportamentul său răutăcios, care la îndrăgit de Lilo, care la adoptat ca "câine". Prin credințele lui Lilo în conceptul hawaian de "ohana", adică familia, Stitch-ul sa dezvoltat dintr-o creatură necarcărită și distructivă într-o ființă iubitoare, mai conștientă de sine, care se bucură de compania familiei sale adoptive de pe Pământ. El a devenit un credincios ferm al conceptului "ohana" și, cu ajutorul lui Lilo, a aplicat-o pentru a reforma experimentele anterioare ale lui Jumba, aproape toate cărora Stitch le tratează ca "verii" lui.
1. ↑   http://www.imdb.com/title/tt0275847/?ref_=nv_sr_1, accesat în 23 noiembrie 2016 Lipsește sau este vid: |title= (ajutor)